# Winterthurer Schlittschuh-Club

Logo des WSC

Der Winterthurer Schlittschuh-Club (abgekürzt WSC) ist ein Eislaufclub aus Winterthur. Er wurde 1869 gegründet und ist der älteste Eislaufclub der Schweiz.

## Geschichte
Der WSC wurde 1869 von Eduard Sulzer-Ziegler gegründet, da es zuvor lediglich in Hettlingen auf der Schwerziwiese ein Eisfeld gab, das eher schlecht gepflegt war. Er war auch der erste Präsident des Vereins und bis zu seinem Tod im Jahr 1913. Das erste Spielfeld des WSC war die Äckerwiesen bei den heutigen Rennweghallen. 1879 bekam der Schlittschuhclub vom Winterthurer Stadtrat ein Teil der Zelgliwiesen verpachtet unter der Auflage darauf zwei Eisfelder zu errichten und zu betreiben. Schliesslich konnte 1886 der Trainingsbetrieb auf die Eisbahn Zelgli verlegt werden, nachdem man diese eingezäunt hatte und ein Clublokal darauf errichtet wurde – selbst eine Nachtbeleuchtungsanlage hatte das Eisfeld bereits, dessen Kosten von dazumals rund 4'000 Franken zu grossen Teilen von Sulzer-Ziegler mitfinanziert wurden.
1942 konnte man dank eines Gönners ein Clubhaus auf dem Zelgli errichten. Der Club blieb bis 1953 Pächter der Anlage, als man die Eisbahn wegen finanziellen Schwierigkeiten bei deren Aufbereitung an die Stadt verkaufen musste und fortan nur noch als Betreiber auftrat. Dies war man noch bis 1957, als die ganze Anlage erneuert und eine moderne Kunstlaufanlage errichtet wurde. Mit der Errichtung der neuen Eishalle Deutweg im Jahr 2002 wechselte der Club dorthin.

## Schweizer Meister des WSC
- Saskia Bourgeois / Guy Bourgeois, vierfache Schweizermeister Paarlaufen (1988–91)
- Gerda Bühler, vierfache Eistanz-Schweizermeisterin, jedoch nur beim Schweizer Meistertitel 1973 für den WSC gestartet.
- Karin Iten, dreifache Schweizermeisterin Eiskunstlaufen (1973–75), Bronze an den Eiskunstlauf-Europameisterschaften 1973 und Schweizer Sportlerin des Jahres 1973, Erfinderin der Biellmann-Pirouette
- Markus Meier, Schweizermeister im Eisschnelllaufen, Kategorie Sprint, 1989
- Patrick Meier, siebenfacher Schweizermeister Eiskunstlaufen (1992–2000)
- Gaby Schuppli, Schweizermeisterin im Eistanz zusammen mit Markus Merz vom EC Zürich 1985
- Bettina Heim, Schweizermeisterin im Eiskunstlaufen 2011
- Romy Bühler, Schweizermeisterin im Eiskunstlaufen 2012
- Alexia Paganini, Schweizermeisterin im Eiskunstlaufen 2018–2020 (lebt in den USA, lizenziert beim WSC bis 2021)